# Black Saddle
Black Saddle ist eine US-amerikanische Westernserie aus den Jahren 1959 und 1960. Die Hauptrolle spielt Peter Breck.

## Handlung
Clay Culhane ist ein Revolverheld, der Anwalt wird, nachdem seine beiden Brüder bei einem Überfall getötet wurden. Clay wird schwer verletzt, überlebt aber dank eines Mannes namens McKinney, der ihn wieder gesund pflegt und der sich als ehemaliger Richter entpuppt, der sich zur Ruhe setzte, nachdem er einen seiner eigenen Söhne wegen Mordes zum Tode verurteilt hatte. Unter McKinney beschließt Culhane, seinem Leben eine andere Richtung zu geben, studiert die Rechtsbücher des Richters und wird von ihm in Gerichtsverfahren unterrichtet. Ein Jahr später besteht er eine mündliche Prüfung und wird Anwalt. Sein Mentor wird dann von dessen anderem Sohn umgebracht, der seinen Vater dafür hasst, dass er seinen Zwillingsbruder zum Tode verurteilt hat.

## Episoden

### Staffel 1
| Nr. (ges.) | Nr. (St.) | Deutscher Titel                  | Originaltitel      | Erstausstrahlung Vereinigte Staaten | Deutschsprachige Erstausstrahlung (D) | Regie              | Drehbuch             |
| ---------- | --------- | -------------------------------- | ------------------ | ----------------------------------- | ------------------------------------- | ------------------ | -------------------- |
| 1          | 1         | Clays erster Client              | Client: Travers    | 10. Jan. 1959                       | 29. März 1972                         | John English       | John McGreevey       |
| 2          | 2         | -                                | Client: Meade      | 17. Jan. 1959                       | -                                     | Roger Kay          | John McGreevey       |
| 3          | 3         | Clay und der Fall McQueen        | Client: McQueen    | 24. Jan. 1959                       | 3. Mai 1972                           | John English       | Robert Yale Libott   |
| 4          | 4         | Clay und der Fall Dawes          | Client: Dawes      | 31. Jan. 1959                       | 24. Mai 1972                          | Roger Kay          | John McGreevey       |
| 5          | 5         | -                                | Client: Starkey    | 7. Feb. 1959                        | -                                     | John English       | Robert Yale Libott   |
| 6          | 6         | Clay und der Fall Tagger         | Client: Tagger     | 14. Feb. 1959                       | 21. Juni 1972                         | John English       | Frederick Louis Fox  |
| 7          | 7         | -                                | Client: Robinson   | 21. Feb. 1959                       | -                                     | John Florea        | Jack Jacobs          |
| 8          | 8         | -                                | Client: Martinez   | 7. März 1959                        | -                                     | Francis D. Lyon    | John Tucker Battle   |
| 9          | 9         | Clay hat einen schweren Stand    | Client: Northrup   | 14. März 1959                       | 12. Juli 1972                         | David Lowell Rich  | John McGreevey       |
| 10         | 10        | -                                | Client: Steele     | 21. März 1959                       | -                                     | Francis D. Lyon    | Rod Peterson         |
| 11         | 11        | -                                | Client: Mowery     | 28. März 1959                       | -                                     | David Lowell Rich  | Frederick Louis Fox  |
| 12         | 12        | -                                | Client: Braun      | 4. Apr. 1959                        | -                                     | David Lowell Rich  | John McGreevey       |
| 13         | 13        | Clay und der junge Scharfschütze | Client: Banks      | 11. Apr. 1959                       | 9. Aug. 1972                          | John English       | Anthony Ellis        |
| 14         | 14        | -                                | Client: Jessup     | 18. Apr. 1959                       | -                                     | John English       | Stuart Jerome        |
| 15         | 15        | -                                | Client: Frome      | 25. Apr. 1959                       | -                                     | John English       | Frederick Louis Fox  |
| 16         | 16        | Clay und der falsche Sheriff     | Client: Nelson     | 2. Mai 1959                         | 7. März 1973                          | Boris Sagal        | John McGreevey       |
| 17         | 17        | -                                | Client: Neal Adams | 9. Mai 1959                         | -                                     | William D. Faralla | Ken Kolb             |
| 18         | 18        | -                                | Client: Brand      | 16. Mai 1959                        | -                                     | Gerd Oswald        | Joe Stone, Paul King |
| 19         | 19        | Clay und das Saloongirl          | Client: Reynolds   | 23. Mai 1959                        | 4. Okt. 1972                          | David Lowell Rich  | John McGreevey       |
| 20         | 20        | -                                | Client: Vardon     | 30. Mai 1959                        | -                                     | William D. Faralla | Frederick Louis Fox  |

### Staffel 2
| Nr. (ges.) | Nr. (St.) | Deutscher Titel                     | Originaltitel        | Erstausstrahlung Vereinigte Staaten | Deutschsprachige Erstausstrahlung (D) | Regie               | Drehbuch                       |
| ---------- | --------- | ----------------------------------- | -------------------- | ----------------------------------- | ------------------------------------- | ------------------- | ------------------------------ |
| 21         | 1         | -                                   | The Freebooters      | 2. Okt. 1959                        | -                                     | William D. Faralla  | John McGreevey                 |
| 22         | 2         | -                                   | The Saddle           | 9. Okt. 1959                        | -                                     | David Lowell Rich   | John McGreevey                 |
| 23         | 3         | -                                   | The Long Rider       | 16. Okt. 1959                       | -                                     | David Lowell Rich   | Antony Ellis                   |
| 24         | 4         | Clay und das Hotel in Latigo        | The Hotel            | 23. Okt. 1959                       | 25. Okt. 1972                         | James Sheldon       | Antony Ellis                   |
| 25         | 5         | Clay und der Fall Warren            | Client: Peter Warren | 30. Okt. 1959                       | 6. Dez. 1972                          | David Lowell Rich   | Donn Mullally                  |
| 26         | 6         | -                                   | The Freight Line     | 6. Nov. 1959                        | -                                     | David Lowell Rich   | Antony Ellis                   |
| 27         | 7         | Clay und der freigesprochene Mörder | Murdock              | 13. Nov. 1959                       | 27. Dez. 1972                         | David Lowell Rich   | Fred Frieberger                |
| 28         | 8         | -                                   | Apache Killer        | 20. Nov. 1959                       | -                                     | William D. Faralla  | Joe Stone, Paul King           |
| 29         | 9         | -                                   | Four from Stillwater | 27. Nov. 1959                       | -                                     | David Lowell Rich   | George Fass, Gertrude Fass     |
| 30         | 10        | -                                   | The Deal             | 4. Dez. 1959                        | -                                     | David Lowell Rich   | William Link, Richard Levinson |
| 31         | 11        | -                                   | Change of Venue      | 11. Dez. 1959                       | -                                     | William D. Faralla  | John McGreevey                 |
| 32         | 12        | -                                   | Blood Money          | 18. Dez. 1959                       | -                                     | Frank Baur          | John McGreevey                 |
| 33         | 13        | -                                   | The Killer           | 1. Jan. 1960                        | -                                     | William F. Claxton  | Antony Ellis                   |
| 34         | 14        | -                                   | Letter of Death      | 8. Jan. 1960                        | -                                     | David Lowell Rich   | Frederick Louis Fox            |
| 35         | 15        | -                                   | Mr. Simpson          | 22. Jan. 1960                       | -                                     | David Lowell Rich   | Antony Ellis                   |
| 36         | 16        | -                                   | Means to an End      | 29. Jan. 1960                       | -                                     | Frank Baur          | John McGreevey                 |
| 37         | 17        | -                                   | The Indian Tree      | 19. Feb. 1960                       | -                                     | David Lowell Rich   | John McGreevey, Antony Ellis   |
| 38         | 18        | -                                   | The Apprentice       | 11. März 1960                       | -                                     | David Lowell Rich   | John McGreevey                 |
| 39         | 19        | -                                   | Burden of Guilt      | 18. März 1960                       | -                                     | Elliott Silverstein | John McGreevey                 |
| 40         | 20        | -                                   | The Cabin            | 1. Apr. 1960                        | -                                     | David Lowell Rich   | Antony Ellis                   |
| 41         | 21        | -                                   | The Return           | 8. Apr. 1960                        | -                                     | David Lowell Rich   | John McGreevey                 |
| 42         | 22        | -                                   | A Case of Slow       | 15. Apr. 1960                       | -                                     | David Lowell Rich   | Antony Ellis                   |
| 43         | 23        | Clay und die beiden Feinde          | The Penalty          | 22. Apr. 1960                       | 24. Jan. 1973                         | William D. Faralla  | John Falvo                     |
| 44         | 24        | Clay und die unterdrückte Stadt     | End of the Line      | 6. Mai 1960                         | 14. Feb. 1973                         | William F. Claxton  | Richard Fielder                |

## Ausstrahlung
Die Ausstrahlung der ersten Staffel erfolgte ab dem 10. Januar 1959 auf NBC. Ab der zweiten Staffel wechselte die Serie zu ABC. In Deutschland wurden 13 Folgen innerhalb der Reihe Von Cowboys, Sheriffs und Banditen im ZDF gezeigt.